# إقليم بافاتا
إقليم بافاتا (بالبرتغالية: Bafatá) هو إقليم في غينيا بيساو، يقع في East, Guinea-Bissau ‏، بلغ عدد سكانه 225,516 نسمة وذلك حسب إحصائيات سنة 2009، عاصمته بافاتا، تبلغ مساحته 5,981.1 كيلومتر مربع.

## الموقع

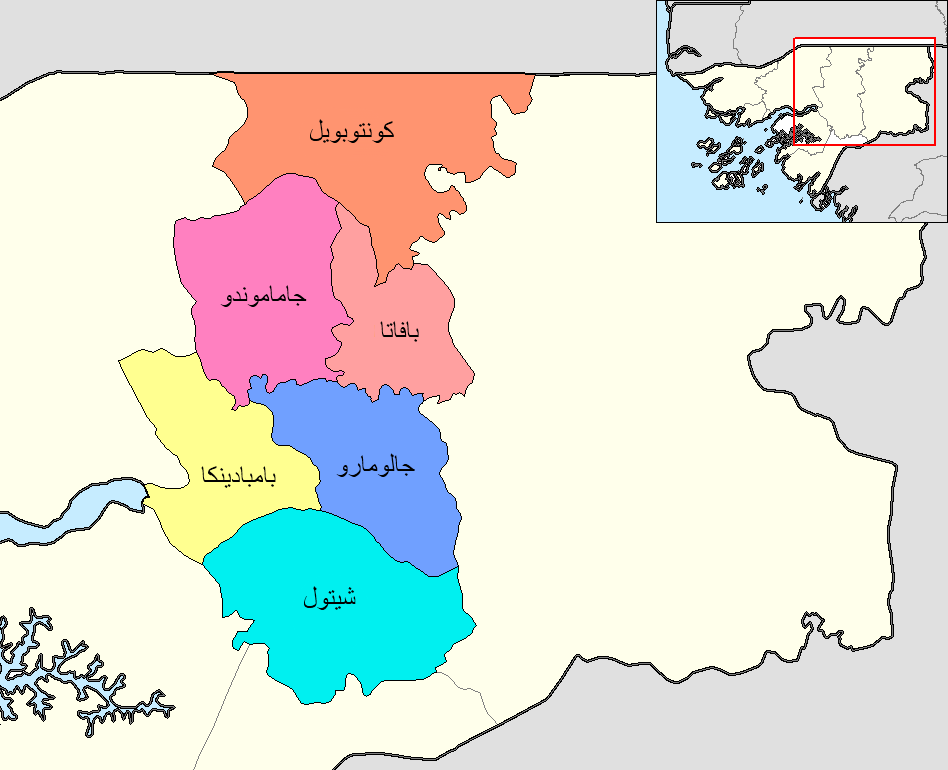
خريطة قطاعات إقليم بافاتا في غينيا بيساو.

يشترك في الحدود مع:
- إقليم غابو
- إقليم كوينارا
- إقليم تومبالي
- إقليم أويو.